# Miosynechodus
Miosynechodus mora
Genre
Espèce
Miosynechodus est un genre fossile de requins de la famille également éteinte des Hybodontidae. Ses restes fossiles ont été mis au jour à Sri Lanka. Il a vécu lors du Miocène. Une seule espèce est connue, Miosynechodus mora.